# José Maria Pires
José Maria Pires (* 15. März 1919 in Córregos, Brasilien; † 27. August 2017 in Belo Horizonte) war ein brasilianischer Geistlicher und römisch-katholischer Erzbischof von Paraíba.

## Leben
José Maria Pires empfing am 20. Dezember 1941 die Priesterweihe.
Er wurde am 25. Mai 1957 von Papst Pius XII. zum Bischof von Araçuaí ernannt. Der Erzbischof von Diamantina, José Newton de Almeida Baptista, spendete ihm am 22. September desselben Jahres die Bischofsweihe; Mitkonsekratoren waren José André Coimbra, Bischof von Patos de Minas, und João de Souza Lima, Bischof von Nazaré.
Am 2. Dezember 1965 wurde er von Papst Paul VI. zum Erzbischof von Paraíba ernannt. Pires war zudem Mitglied der zentralen Kommission der brasilianischen Bischofskonferenz.
Am 29. November 1995 nahm Papst Johannes Paul II. seinen altersbedingten Rücktritt an. Er starb im August 2017 in einem Klinikum in Belo Horizonte an einer Lungenentzündung. Noch im Mai desselben Jahres hatte er das Erzbistum Paraiba bei der Vollversammlung der brasilianischen Bischofskonferenz vertreten.